# Bryhnia hultenii
Bryhnia hultenii là một loài Rêu trong họ Brachytheciaceae. Loài này được E.B. Bartram mô tả khoa học đầu tiên năm 1934.